# Мальчик-барабанщик Такуари
Педро Риос (исп. Pedro Ríos; 1798—1811), более известный как мальчик-барабанщик Такуари (исп. Tambor de Tacuarí) — малолетний солдат, участвовавший в качестве барабанщика в Парагвайской кампании (1810—1811) Мануэля Бельграно. Он погиб в битве при Такуари, где помимо игры на барабане оказывал помощь ослепшему офицеру. Барабанщик Такуари стал одним из символов Аргентинской войны за независимость.

## Ранние годы
Педро Риос родился в Ягуарете-Коре (нынешний город Консепсьон в провинции Корриентес) в семье престарелого сельского учителя. 25 ноября 1810 года войска Бельграно вошли в Ягуарете-Кору. 12-летний Риос высказал желание присоединиться к ним, но Бельграно отклонил его просьбу. Только после вмешательства Антонио, отца Педро, генерал принял мальчика в ряды своей армии. Его определили в роту к ослеплённому майору Селестино Видалю, для которого он должен был стать проводником.

## Парагвайская кампания
Впервые Риос принял участие в боевых действиях в Парагвае во время битвы при Парагуари, состоявшейся в январе 1811 года, когда войска Бельграно были разбиты. Педро отвечал за артиллерийские повозки, а также оказывал помощь раненым в полевом госпитале, но в сражении он также играл на барабане в первом ряду идущих в бой солдат, невзирая на риск попасть под огонь противника.
В битве при Такуари, состоявшейся 9 марта 1811 года, Риос помогал ослеплённому майору Видалю, своим барабанным боем ведя его солдатов в бой. Сам он получил две пули в грудь и упал. Видаль, почувствовав, что барабанщик ранен, безуспешно пытался его спасти. Позднее Видаль говорил, что обязан своей жизнью Риосу, принявшего на себя пули, которые на самом деле предназначались ему.

## Символ Войны за независимость Аргентины

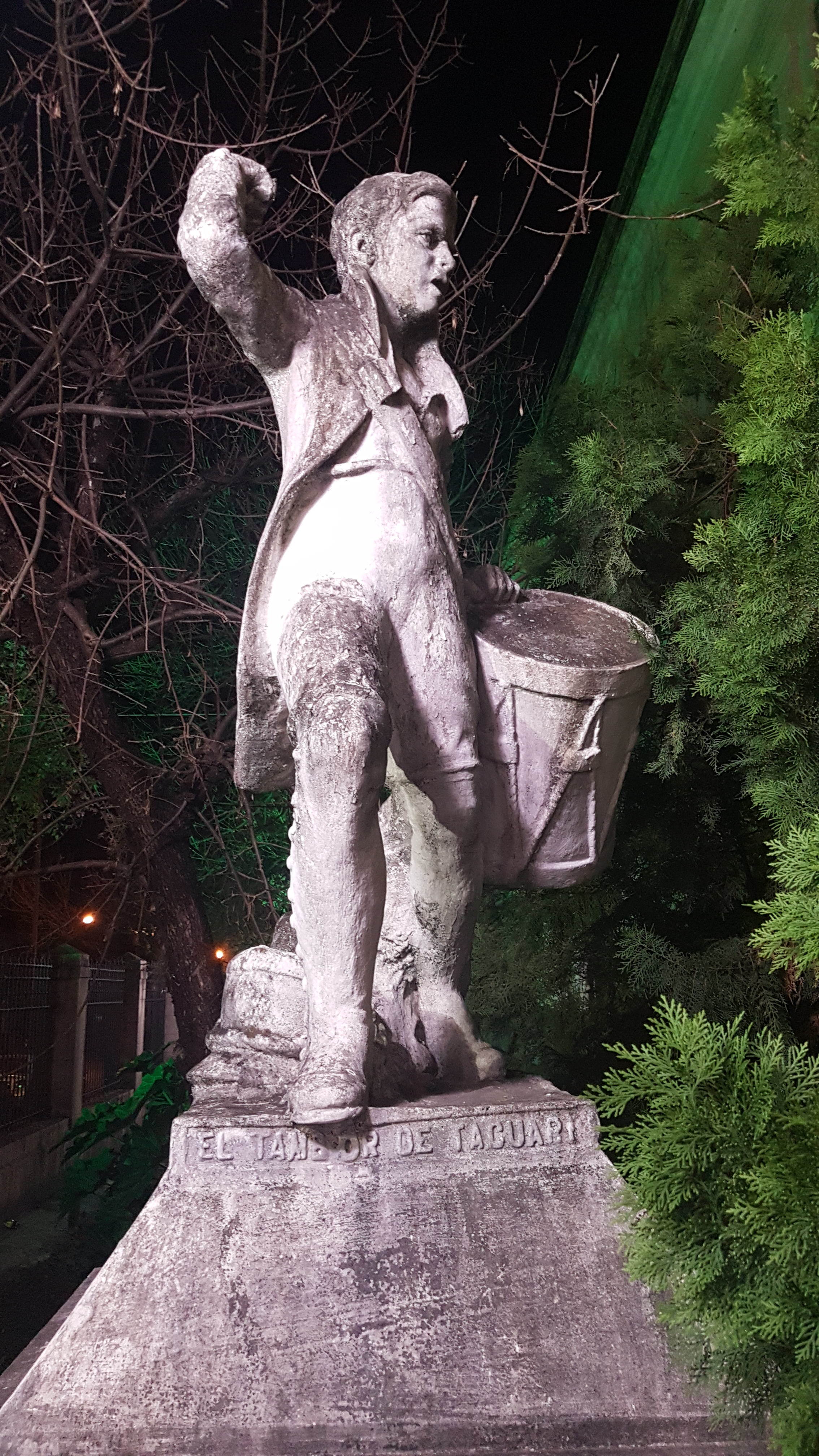
Скульптура барабанщика в Корриентесе

В последние годы своей жизни Мануэль Бельграно вспоминал смерть барабанщика Такуари как одно из своих самых ярких впечатлений. В 1912 году Национальный совет Аргентины по образованию постановил, что в годовщину битвы при Такуари во всех начальных школах страны следует рассказывать о Риосе как о примере храбрости и самоотверженности .В 1909 году аргентинский поэт Рафаэль Облигадо написал стихотворение, посвящённое подвигам мальчика-барабанщика. Риосу установлены памятники в Национальной военной коллегии, а также в его родном городе Консепсьон.

### Критика
Историк Даниэль Бальмаседа поставил под сомнение сам факт существования мальчика-барабанщика, утверждая, что сведений о детях нет в боевых отчётах, а мальчик-барабанщик Такуари был впервые упомянут спустя 45 лет после завершения Парагвайской кампании и спустя некоторое время изображён на картина вместе со слепым офицером лет 50, в то время как Видалю было около 21 года в период битвы.